# Markolf (Mainz)
Markolf oder auch Markulf († 9. Juni 1142) war von 1141 bis zu seinem Tod Erzbischof von Mainz.

## Leben
1122 wird Markolf in einer Urkunde Adalbert I. von Saarbrücken erstmals namentlich erwähnt. Markolf war Propst des Stiftes St. Peter und Alexander in Aschaffenburg, dem späteren Zweitsitz der Mainzer Erzbischöfe im geistlichen Zentrum des südöstlichen Teils des Erzbistums. Innerhalb der Hierarchie des Erzbistums Mainz nahm der Aschaffenburger Stiftspropst im Rang nach den Pröpsten und Äbten des Bischofssitzes selbst die erste Stelle ein. Markolf war Inhaber eines Archidiakonates, also Verwalter eines größeren Teils der Erzdiözese, das seit 976 nachweisbar ist.
Es kann angenommen werden, dass er auch unter Adalbert II. von Saarbrücken eine wichtige Position innerhalb des Bistums bekleidete, auch wenn er in dessen Urkunden nicht mehr an erster Stelle der nicht-Mainzer Geistlichen genannt wurde.
Nachdem der Mainzer Erzstuhl 1141 mit dem Tode Adalberts vakant wurde, wählte das Mainzer Domkapitel Markolf zu dessen Nachfolger. Direkt nach seiner Wahl suchte Markolf den Kontakt zu Papst Innozenz II. und erbat von ihm das Pallium. Um seine Wahl durch Bestechung zu sichern, sandte er einen Fuß des so genannten Benna-Kreuzes, eines Triumphkreuzes aus mit Goldplatten beschlagenem Holz mit einer überlebensgroßen Christusfigur aus 600 Pfund purem Gold, aus dem Mainzer Dom nach Rom. Am 30. Dezember 1141 verlieh Innozenz dem Mainzer Oberhirten das Pallium.